# Bartramia thelioides
Bartramia thelioides là một loài rêu trong họ Bartramiaceae. Loài này được Müll. Hal. mô tả khoa học đầu tiên năm 1875.